# 히낙다난 동굴

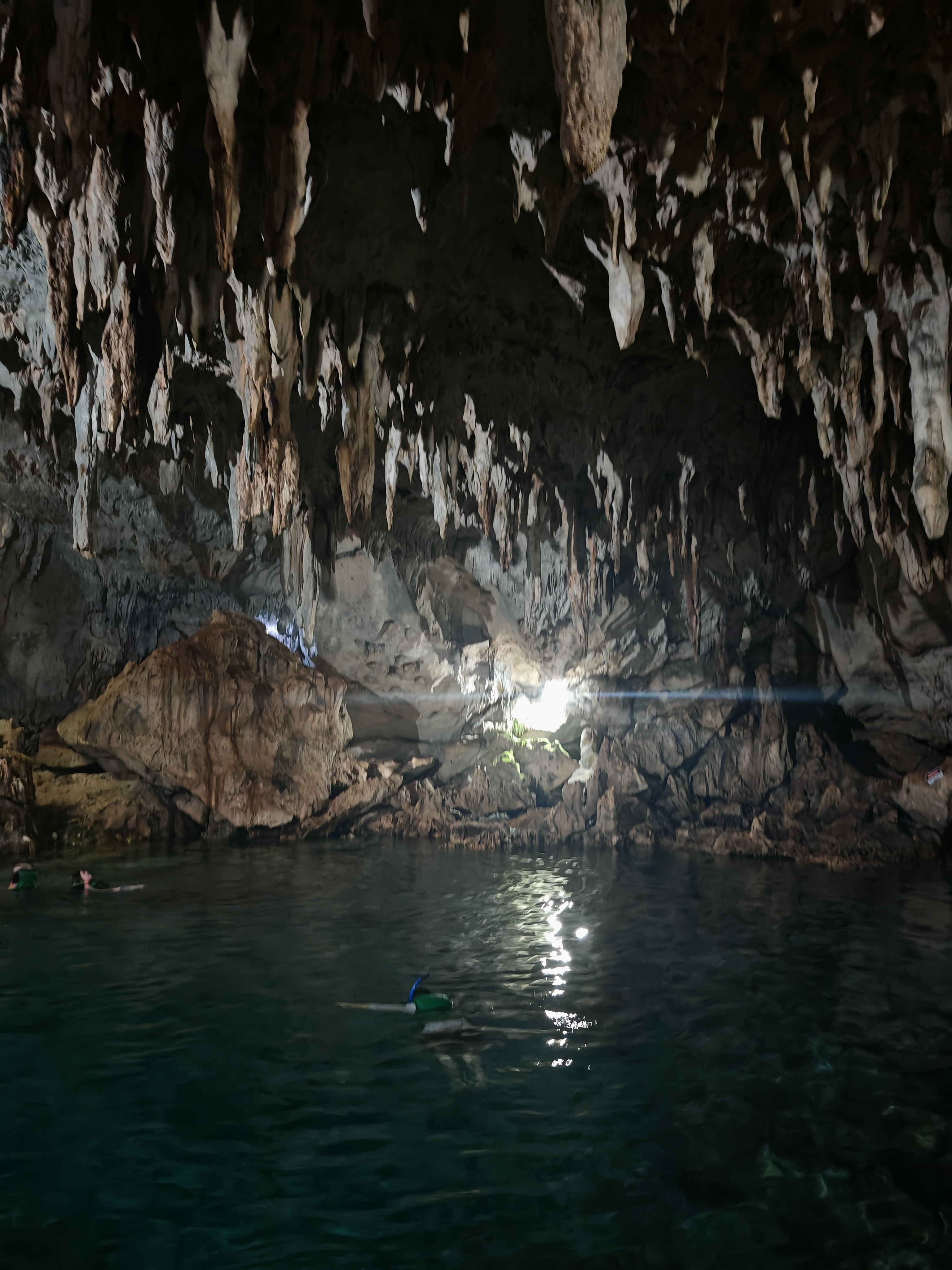
히낙다난 동굴

히낙다난 동굴(영어: Hinagdanan Cave)은 필리핀 비사야 제도 보홀주 팡라오섬 다우이스에 있는 동굴이다. 깊은 석호와 많은 대형 종유석, 석순이 있는 자연 채광 동굴이다.
동굴은 천장의 구멍을 통해 스며드는 햇빛으로 밝아진다. 지하 호수는 인기 있는 수영 장소다.
히낙다난 동굴은 석회암으로 만들어졌다. 입구는 직경 약 1m의 구멍으로 석회암 언덕에서 볼 수 있다. 시멘트 계단이 내부로 이어진다. 동굴은 미끄럽지만 붙잡을 수 있는 로프 난간이 있다. 동굴은 천장의 작은 구멍에 새들이 많다. 동굴로 들어오는 햇빛 때문에 박쥐에게는 적합하지 않다.
히낙다난 동굴은 우연히 그 지역 주인이 썩은 가지를 치우던 중 발견되었다. 그는 구멍에 돌을 던졌고 튀는 소리가 들렸다. 동굴에 들어가기 위해 사다리를 만든 후, 그는 그것을 히낙다난("사다리")이라고 명명했다.
동굴은 길이가 약 100m이고, 아름다운 종유석과 석순이 많이 있습니다. 바닥에 녹색 석회암이 형성되어 녹색 색조가 나는 석호가 있다. 사람들은 그곳에서 목욕이나 수영을 하곤 했지만, 물 속의 카르스트 오염 물질로 인해 더 이상 권장되지 않는다.